# The Pilgrim's Progress
|  | Om operaen fra 1951 af Ralph Vaughan Williams: The Pilgrim's Progress (opera) |
The Pilgrim's Progress from This World to That Which Is to Come; Delivered under the Similitude of a Dream (da. som "En Pilgrims Fremgang" og "En Pilgrims Vandring".) er en allegorisk roman fra 1678 (2. del 1684) af den engelske baptistprædikant John Bunyan.
Bunyan sad i fængsel i flere omgange, første gang 1661 efter kongemagtens genindførelse, fordi han optrådte som folkelig vækkelsesprædikant. Under disse fængselsophold skrev han flere opbyggelsesværker, blandt andet dette, som er
en allegori, der skildrer menneskets vandring mod den evige salighed.
Den er dybt religiøs og puritansk i sit livssyn.
Bogen er udkommet i mange udgaver på mange sprog, på dansk blandt andet som En Pilgrims Fremgang og En Pilgrims Vandring.
Med denne bog fik den mere radikalt-puritanske lavkirkelige bevægelse sit første litterære referencepunkt.